# Ceraphron ypsilon
Ceraphron ypsilon is een vliesvleugelig insect uit de familie van de Ceraphronidae. De wetenschappelijke naam van de soort is voor het eerst geldig gepubliceerd in 1996 door Dessart.